# Weekend (kortfilm)
Weekend är en svensk kortfilm från 2006, skriven och regisserad av Henrik Andersson. I rollerna ses bland andra Leif Edlund Johansson, Ylva Gallon och Henrik Bergström.

## Handling
Två par tillbringar en helg i en stuga ute i naturen och blir störda av trädhuggare. Konflikten går inte att undvika då trädfällning rimmar illa med rekreation.

## Rollista
- Leif Edlund Johansson – Eddy
- Ylva Gallon – Ylva
- Henrik Bergström – Björn
- Elin Gradin – Lene
- Mikael Fjelldal – trädhuggare
- Bo Lyckman – äldre skogvaktare
- Erich Silva – yngre skogvaktare

## Om filmen
Weekend producerades av Erik Hemmendorff för produktionsbolaget Plattform Produktion AB. Filmen fick ekonomiskt stöd av Stiftelsen Svenska Filminstitutet och Sveriges Television. Den spelades in i Dals Långed och fotades av Marius Dybwad Brandrud. Musiken komponerades av Martin Hederos och Ruben Östlund var klippare. Filmen premiärvisades den 24 januari 2006 på Göteborgs filmfestival. I februari samma år visades den på Sveriges Television och på hösten på Reykjavik International Film Festival. 2011 visades den på Uppsala Internationella Kortfilmfestival.
2006 belönades filmen med Svenska Filminstitutets och Sveriges Televisions novellfilmpris.